# اسدالله شریفی
اسدالله شریفی (زاده ۱۹۶۵ یا ۱۹۷۰ ولسوالی خلم بلخ) سیاستمدار افغانستان و نماینده مردم بلخ در دوره شانزدهم مجلس نمایندگان می‌باشد. ایشان در مجلس شانزدهم نمایندگان افغانستان عضو کمیسیون امور عدلی و قضایی، اصلاحات اداری و مبارزه با فساد اداری می‌باشد.

## زندگی‌نامه
اسدالله شریفی زاده ۱۹۶۵ یا ۱۹۷۰ از ولسوالی خلم ولایت بلخ می‌باشد. ایشان تحصیلات مدرسه‌ای خود را در شهر خود و در لیسه انصاری کابل فارغ‌التحصیل شد. پس از تحصیلات بیشتر فعالیت تجاری داشته‌است.

## دیگر فعالیت‌ها
دیگر فعالیت‌های ایشان:
- فعالیت تجاری